# Carchariacephalus forestieri
Carchariacephalus forestieri är en insektsart som beskrevs av Xavier Montrouzier 1861. Carchariacephalus forestieri ingår i släktet Carchariacephalus och familjen dvärgstritar. Inga underarter finns listade i Catalogue of Life.